# مرحلة ما بعد الإنتاج

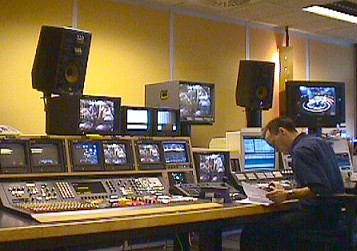
جناح تحرير الفيديو

مرحلة ما بعد الإنتاج هي جزء من صناعة الأفلام وعملية إنتاج الفيديو . تحدث في صنع الصور المتحركة والبرامج التلفزيونية، والبرامج الإذاعية، والإعلانات، والتسجيلات الصوتية، والتصوير الفوتوغرافي، والفن الرقمي. وهو مصطلح لجميع مراحل الإنتاج التي تحدث بعد النهاية الفعلية للتصوير/ أو تسجيل الأعمال المنجزة.

## الإجراءات
تتم في مرحلة ما بعد الإنتاج بالواقع،العديد من الإجراءات المختلفة مجمعة تحت اسم واحد هو post production . عادة ما تشمل:
- تحرير الفيديو و صورة البرنامج التلفزيوني باستخدام قائمة تحرير القرار (EDL).
- الكتابة وإعادة التسجيل، وتحرير الصوت.
- إضافة تأثيرات بصرية خاصة - ويتم ذلك بشكل رئيسي بالكومبيوتر والقيام بتوليد الصور الملتقطة (CGI) والنسخ الرقمي من التي سيتم طباعة إصدارها.
- تصميم الصوت، والمؤثرات الصوتية، ADR، فولي والموسيقى، وتبلغ ذروتها في عملية تعرف باسم إعادة تسجيل الصوت أو خلط المعدات السمعية والمهنية.
- نقل حركة لون الفلم , الفيديو أو الصور ل DPX مع مواقع التصوير و (تصحيح) درجات اللون في جناح اللون.

## الأهمية
عادة تكون مرحلة ما بعد الإنتاج لصنع فلم يأخذ وقتا أطول من التصوير الفعلي للفلم، ويمكن أن يستغرق عدة أشهر لإكماله لأنه يتضمن تحرير كامل، وتصحيح الألوان، وإضافة الموسيقى والصوت. وينظر أيضا في عملية تحرير الفلم كعملية الإخراج الثانية لمرحلة ما بعد الإنتاج من خلاله فمن الممكن ان تتغير بنية الفلم. وعلاوة على ذلك من خلال استخدام أدوات تصحيح الألوان وإضافة الموسيقى والصوت، يمكن أن تتأثر أجواء الفلم بشدة. على سبيل المثال يرتبط فلم ملون أزرق مع جو بارد واختيار الموسيقى والصوت بزيادة تأثير المشاهد التي تعرض على الجمهور.

## تطبيقات و برامج
جعلت الثورة الرقمية عملية تحرير الفيديو سير العمل أسرع بقدر هائل، وانتقل ممارسي المهنة من الطرق التقليدية المستهلكة للوقت ، إلى برامج تحرير الفيديو على أجهزة الكمبيوتر مثل أدوبي بريمير برو,Final Cut Pro,سوني فيغاس ,Cinelerra ,Avid وLightworks.